# Hamanumida daedalus
Hamanumida daedalus är en fjärilsart som beskrevs av Fabricius 1775. Hamanumida daedalus ingår i släktet Hamanumida och familjen praktfjärilar. Inga underarter finns listade i Catalogue of Life.

## Bildgalleri

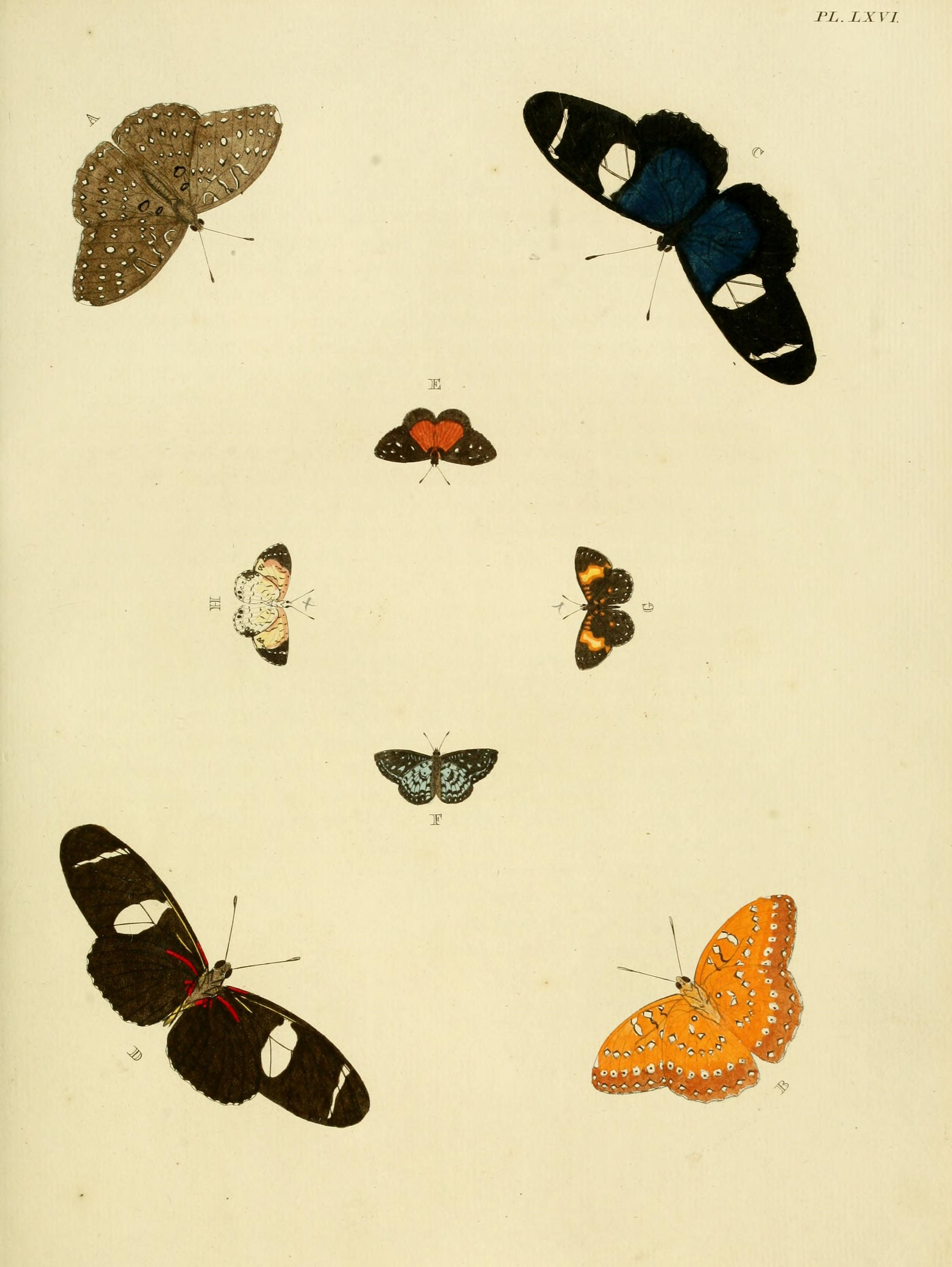
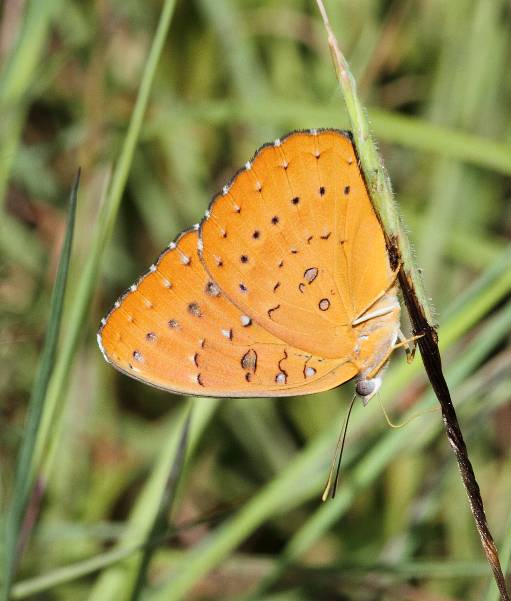
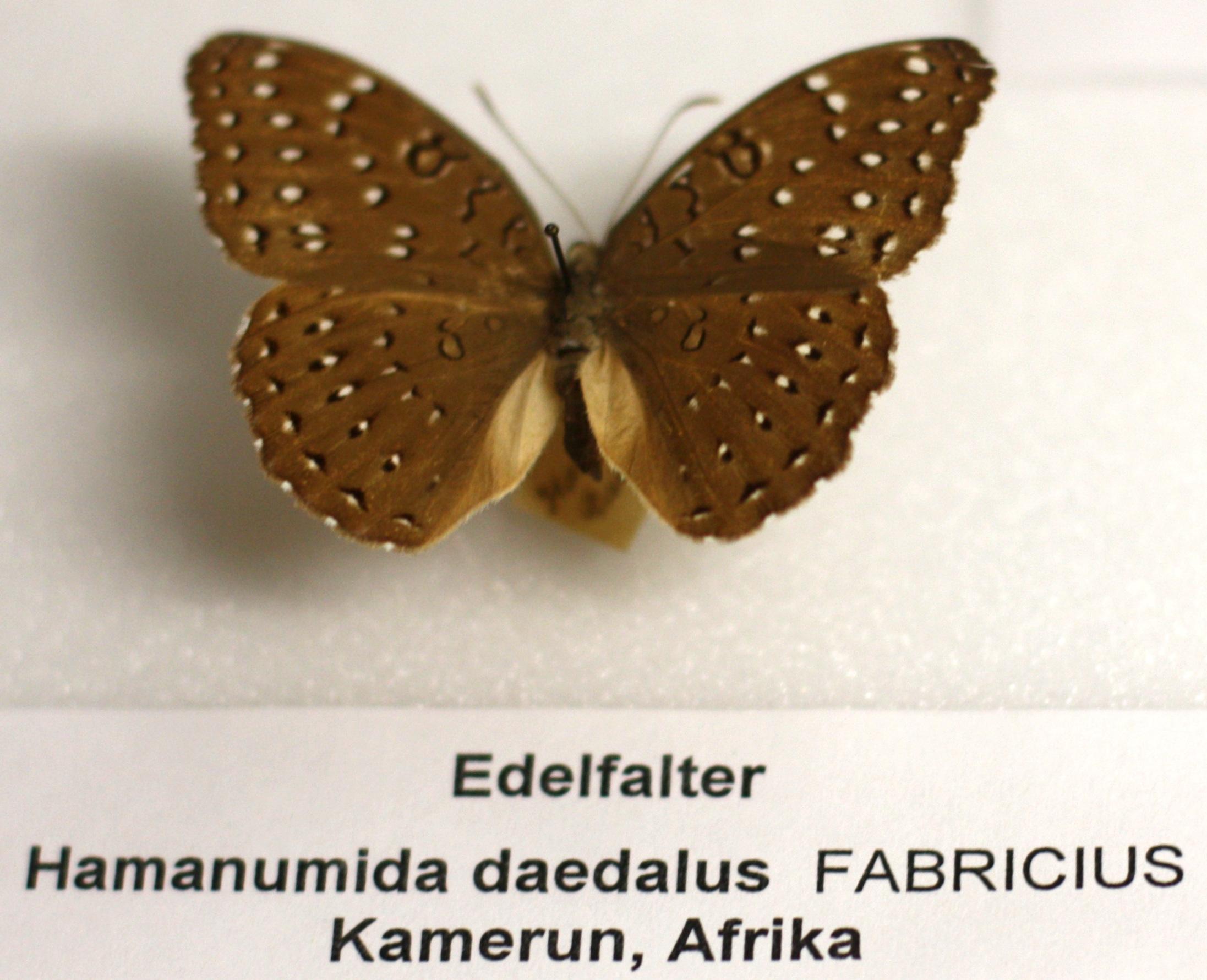
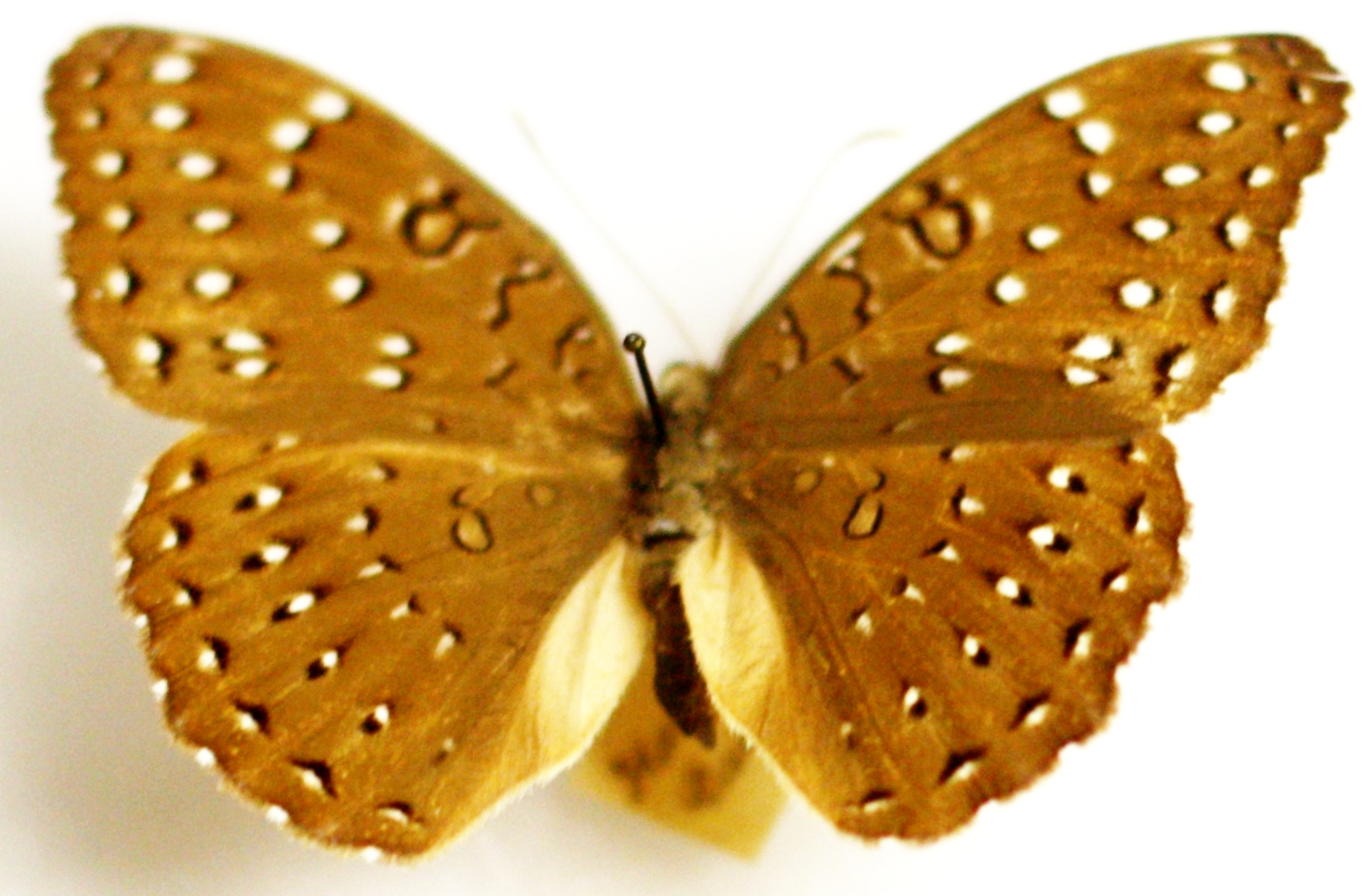
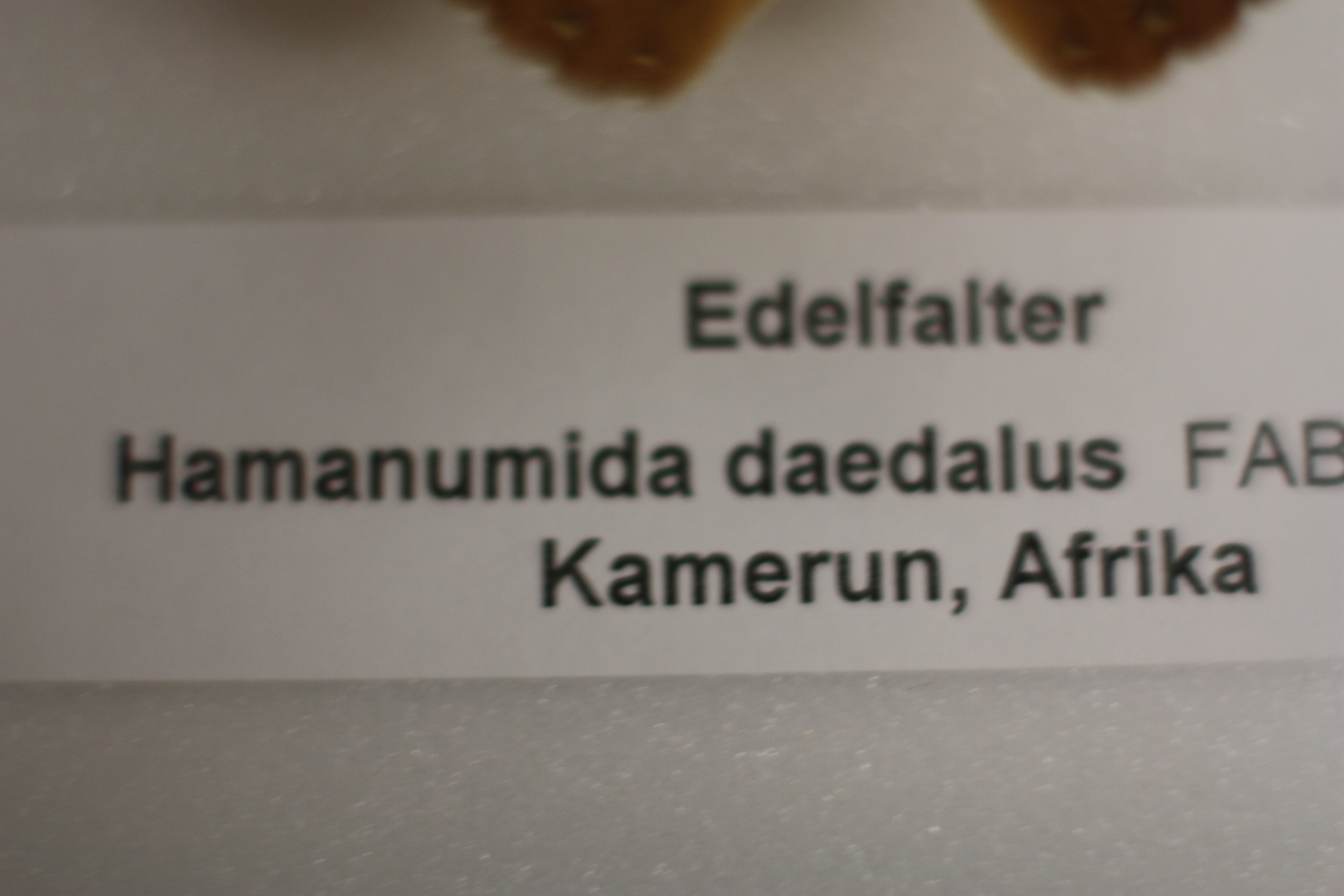
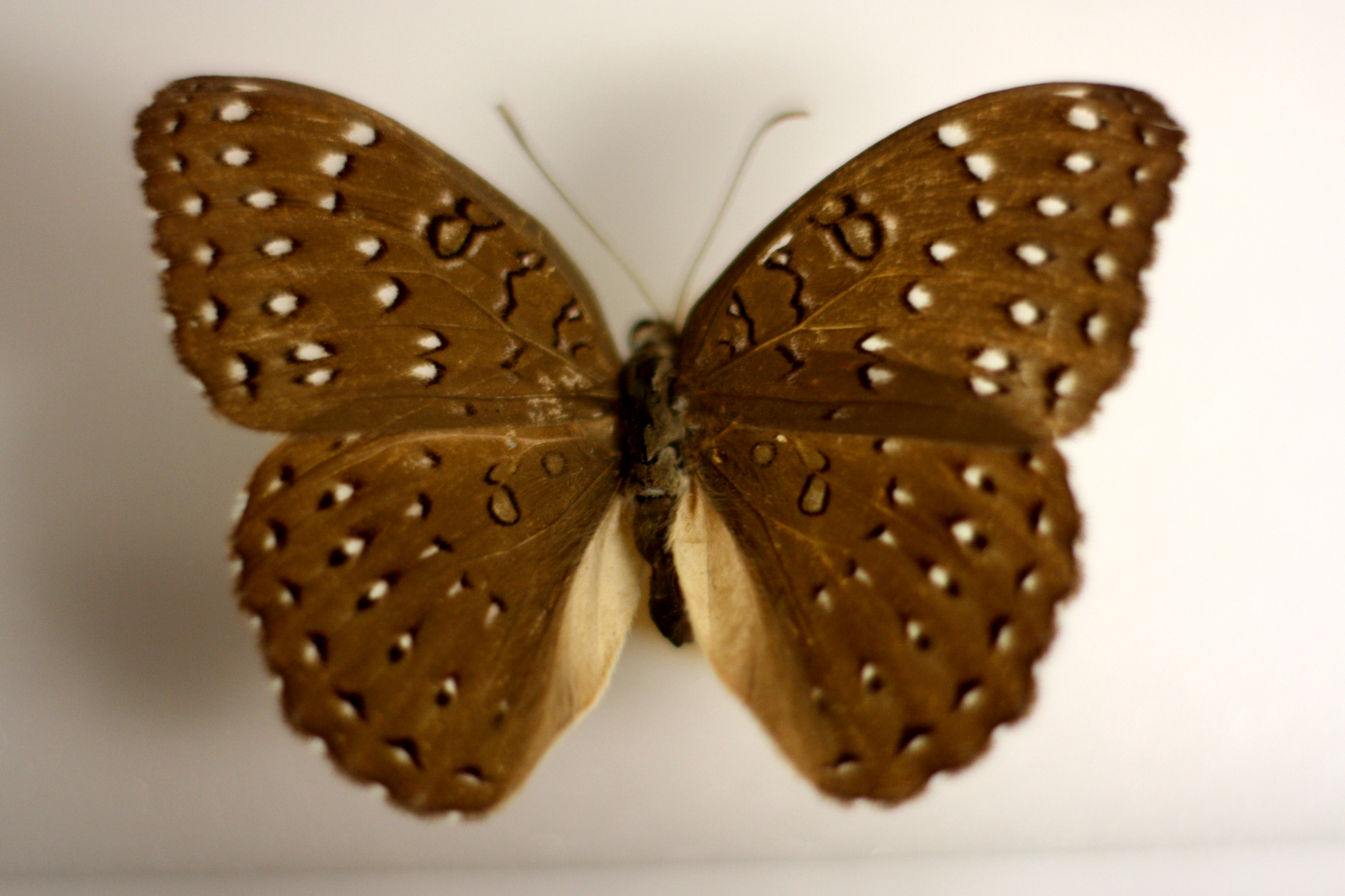